# Шиняєво
Шиня́єво (рос. Шиняево) — село у складі Зирянського району Томської області, Росія. Входить до складу Високівського сільського поселення.

## Населення
Населення — 218 осіб (2010; 313 у 2002).
Національний склад (станом на 2002 рік):
- росіяни — 96 %